# 三輪一雄 (歌手)
三輪 一雄（みわ かずお、1958年3月1日-)は、日本の歌手。本名は三輪 一夫（読み同じ）。

## 来歴
- 石川県鳳珠郡穴水町出身。
- 石川県内でAコープを展開するジャコム石川に勤務の傍ら歌手活動を行う。
- 1990年4月21日「能登さくら駅」でデビュー。能登鹿島駅をイメージした曲。
- 1992年石川TV深夜番組「おめでたTV」演歌塾の塾長としてレギュラー出演。
- 2001年6月21日「能登空港」発売。能登空港のイメージソング。
- 2006年6月7日「能登空港」をシルヴィアとのデュエット曲にして発売。
- 2007年3月9日「さざなみ漁港」発売。七尾市の佐々波漁港のイメージソング。
- 2007年8月8日「能登よ明日へ」発売。能登半島地震復興応援歌。

## 代表曲
- 能登さくら駅
- 能登空港 (シルヴィアとのデュエット曲)
- 日本海の母
- さざなみ漁港
- 能登よ明日へ (能登半島地震復興応援歌)
- 父ちゃん
- 七尾八景夢紀行
- 能登里山空港 〜おいでおいで〜 (大場久美子とのデュエット)
- 能登穴水湾
- のと千里浜 ドライブウェイ
- 北陸新幹線音頭
- 平成ふたり旅 (シルヴィアとのデュエット)
- 海と共に
- のと妙成寺

## 出演番組
- 三輪一雄 歌の直行便 (ラジオかなざわ他FM4局ネット)
- となりのテレ金ちゃん (テレビ金沢) Aコープの「歌う広報」として不定期出演。
- Aコープ (石川県内) の店内放送。

## CM
- Aコープ (石川県内で放送）

## 外部サイト
- 三輪一雄ホームページ